# Ghiacciaio Marston
Il ghiacciaio Marston è un ghiacciaio lungo circa 4 km situato nella regione centro-occidentale della Dipendenza di Ross, in Antartide. Il ghiacciaio, il cui punto più alto si trova 300 m s.l.m., si trova direttamente sulla costa di Scott, dove fluisce verso est partendo dal versante orientale del monte Marston e scorrendo tra capo Dreikanter, a nord, e l'altopiano Kar, a sud, fino a entrare nella baia Granite Harbor, poco a sud del ghiacciaio Hunt.

## Storia
Il ghiacciaio Marston è stato mappato dai membri della spedizione Terra Nova, condotta dal 1910 al 1913 e comandata dal capitano Robert Falcon Scott, ma è stato così battezzato solo in seguito dai membri della squadra neozelandese della spedizione Fuchs-Hillary, condotta nel 1956 al 1958, i quali salirono sul ghiacciaio nell'ottobre del 1957, in associazione con il vicino monte Marston, che a sua volta era stato così chiamato nei primi del Novecento in onore di George E. Marston, un artista che aveva preso parte alla spedizione Nimrod, condotta dal 1907 al 1909 e comandata da Ernest Shackleton.